# Golpe de Estado no Chile em 1925

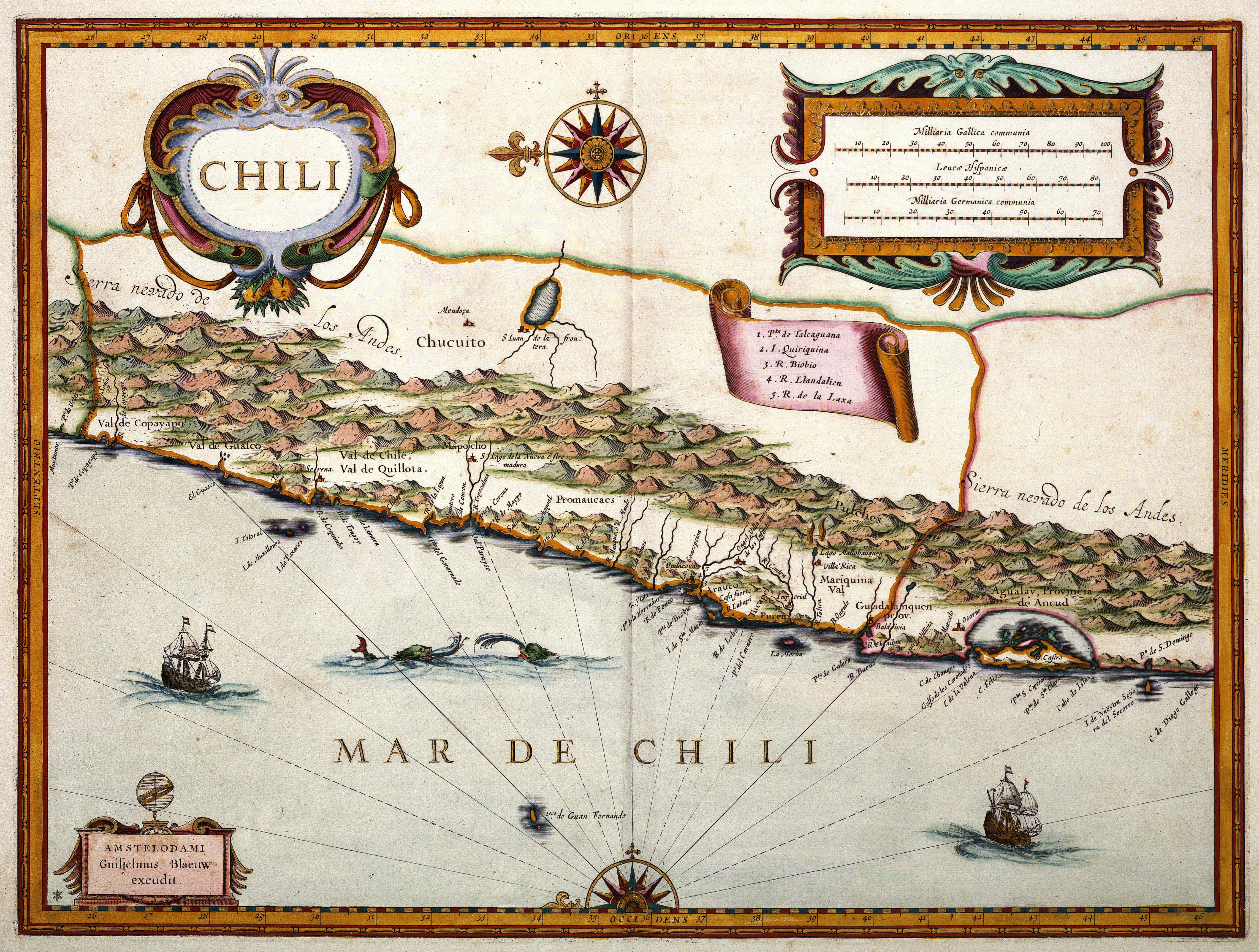
Mapa do Chile por Willen Jansz Blaeu

O Golpe de Estado no Chile de 1925 ocorreu em 23 de janeiro de 1925, quando os militares chilenos derrubaram a Junta de Setembro. Liderados pelo Coronel Marmaduque Grove, as tropas entraram e tomaram o Palácio de La Moneda, prenderam o presidente Luis Altamirano e outros membros da junta; e depois entregaram o poder ao General Pedro Dartnell como presidente interino. Os organizadores do golpe de Estado esperavam o retorno do ex-presidente Arturo Alessandri, que tinha sido forçado ao exílio após a Junta de Setembro chegar ao poder. No entanto, o general Dartnell em última instância se recusou a governar sozinho, e foi formada a Junta de Janeiro, alguns dias depois, entregando poder a Emilio Bello Codecido. Alessandri só retornou do exílio em 20 de março de 1925, pondo fim à junta.